# Federazione calcistica di Antigua e Barbuda
La Federazione calcistica di Antigua e Barbuda, ufficialmente Antigua and Barbuda Football Association, fondata nel 1928, è il massimo organo amministrativo del calcio ad Antigua e Barbuda. Affiliata alla FIFA dal 1970 e alla CONCACAF dal 1972, essa è responsabile della gestione del campionato di calcio di Antigua e Barbuda e della nazionale di calcio di Antigua e Barbuda.